# Ђови-Понте ала Кјаса (Арецо)
Ђови-Понте ала Кјаса је насеље у Италији у округу Арецо, региону Тоскана.
Према процени из 2011. у насељу је живело 1715 становника. Насеље се налази на надморској висини од 257 м.